# Belladère
Belladère (Haitianisch-Kreolisch Beladè) ist eine Gemeinde im Département Centre von Haiti.

## Geschichte
Mit der Gemeindeordnung des Jahres 1948 wurde die Siedlung Vella-Dera in den Rang einer Kommune erhoben und erhielt anstelle der spanischen Bezeichnung den französischen Namen Belladère.
Der damalige Präsident Dumarsais Estimé hatte die Absicht, hier eine Modellstadt aufzubauen.

## Lage und Beschreibung
Belladère ist die größte der vier Grenzstädte zwischen Haiti und der Dominikanischen Republik. Obwohl zentral gelegen, ist sie verkehrstechnisch ausgesprochen schlecht angebunden und abgelegen. Auf dominikanischer Seite ist Comendador der Grenzort.
Neben dem Stadtzentrum Ville de Belladère und dem Quartier Baptiste bestehen drei Gemeindebezirke:
1. Renthe Mathe mit Aleandre, Baptiste, Baranque, Batier, Bofoncy, Bois Pin-Gommé, Boulaille-Voley, Bruny, Cachiman, Ca Laroche, Camaron, Canel, Carrizal, Croix Chatte, Croix Fer, Dame Jane Casse, Déjoie, Desmornes, Dos la Flor, Dos Paul, Fond-d'Enfer, Grande-Plaine, Joupatonil, La Bohan, La Cab, La Ganhit, La Hague, La Hoye, La Lone, La Roche, Liane-à-Citron, Liane-Alcide, Liane-Riche, Loba, Loma Cobra, Loquette-Loga, Los Poètes, Louisme, Maïs-Graisse, Mare-Jouasse, Mare-Rouge, Mare-Zephir, Matte Jouasse, Mireau, Monarc, Mtpou, Passe-Pomme, Rambal und Rentche-la-Muyer,
2. Roy-Sec mit Au Large, Bois Pin, Bois Pin Nègre, Bois Pin Pose, Bota-la-Pluie, Caranareng, Cirouelle, Comaïdois, Crapaud, Domate, Dos Chapelle, Garde-à-Souane, Haut-Roche-Grand, La Cuerbe, La Domare, La Goune, Lasieme, Les Abeilles, Lympes, Mikel, Nan Bounouque, Nan Janvier, Nan Pangue, Palmary, Pito, Roy Blank, Roy Canot, Roy Lopuerc, Sampède und Tête Grand Ravine sowie
3. Riarbes mit Basse, Boise Dine, Bois Jaune, Bois Major, Boucan-Jean-Louis, Ca Pente, Cérécif, Cérécit, Colora, Dos Bois Rouge, Dos Manoir, Dos Parc, Dos Rutais, Figuier, Gaby, Garde Gendarme, Joassaint, Lagune-Figuier, L'Eau Gaillée, Liane-Despeigne, Lorandou, Lucas, Mare-Bois Pin, Mésidor, Moléon, Platonal, Poulie, Sagounait, Sal Bounda und Savane Plate.

Die Route Départementale RD-301 zweigt in Mirebalais von der Route Nationale RN-3 ab und verbindet in östlicher Richtung Belladère mit dem Straßensystem Haitis (41 Kilometer). Auf dominikanischer Seite der Grenze beginnt die Überlandstraße DR-2, die nach Santo Domingo (260 Kilometer) führt.